# نیر (تفت)
نیر شهری است در بخش نیر شهرستان تفت استان یزد ایران. . شهر نیر در ۹۰ کیلومتری مرکز استان واقع شده است و دارای آب و هوای کوهستانی است. نیر از جاذبه‌های گردشگری و صنایع پاک برخوردار است و اغلب مردم آن کشاورز و دامدار هستند.
از محله‌های معروف این شهر می‌توان به بغل کوه، رئیس الدین، شهرک قیام، مزرعه نو و حصین غر اشاره کرد.
این شهر دارای سه امامزاده به نام‌های امامزاده سید جلال الدین (سید بالا) و امامزاده سید محمدکاظم (سید پایین) و امامزاده سید محمد است که همگی از نوادگان موسی بن جعفر می‌باشند.
این شهر به دلیل قرار گیری در بالا دست دشت ارنان و گاریزات و طولانی بودن زمان روز به دیار نور و روشنایی معروف است.
این شهر یکی از شهرهای کهن یزد در مرز ایساتیس و پارس بوده است که مسیر پادشاهان برای عزیمت به هندوستان و چین بوده است. نیر یکی از مراکز مهم داد و ستد در جنوب یزد بوده است.